# 吴瑞
吴瑞（英語：Ray Wu，1928年8月14日—2008年2月10日），美國生物学家、美国康奈尔大学教授，中央研究院院士、中国工程院外籍院士。DNA测序、基因工程、生物技术领域的重要开创学者之一。

## 生平
吳瑞祖籍福州，1928年出生於北平，是中国生物化学先驱吴宪与严彩韵之子。後留學美國，1955年獲賓州大學生物化學哲學博士學位。
曾发起中美生物化学和分子生物学联合招生（CUSBEA，China-US Biochemistry Examination and Application），使中国大陆四百多名学生得以到美国大学攻读生物领域的研究生。

## 吴瑞纪念基金会和吴瑞奖
为纪念和传承吴瑞的精神，由他的学生和朋友们成立了「吴瑞纪念基金会」并设立了「吴瑞奖」，对亚洲在读研究生提供资助。

## 受吴瑞影响的著名学者
博士、博士后学生：杰克·绍斯塔克, 2009年诺贝尔生理学或医学奖得主